# AVR (reaktor)

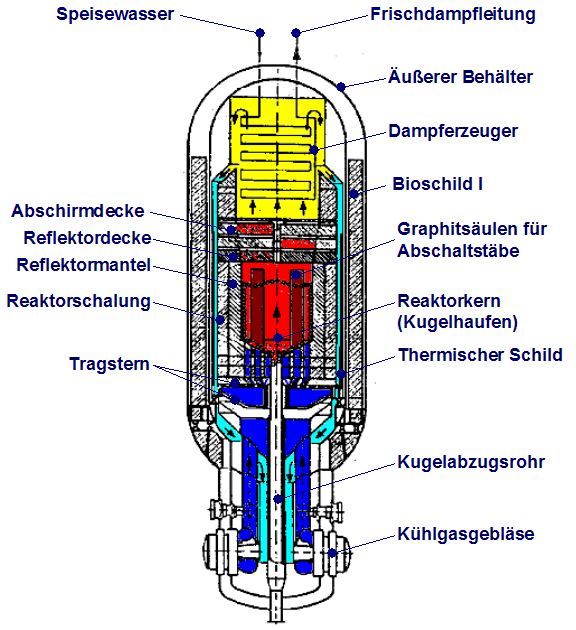
Principskiss för AVR-reaktorn.

AVR-reaktorn (tyska: Arbeitsgemeinschaft Versuchsreaktor) var en prototyp till en kärnreaktor av typen pebble bed. Reaktorn var i drift vid Jülich Research Centre i Tyskland. Den började byggas 1960 och kopplades till nätet 1967 och den togs ur drift 1988.
Elektrisk effekten var 17 MW och termisk effekt 40 MW. I medel producerade den 65,7 GWh under de sista fem åren. Den användes för att testa ett stort antal bränslen och maskinerier. AVR var grunden för teknologin Kina använde för att bygga HTR-10.